# 切尔滕纳姆圣额我略堂
圣额我略堂（St Gregory the Great Church）是一座罗马天主教教堂，位于英格兰格洛斯特郡的切尔滕纳姆。它是由本笃会神父创建于1809年，供奉教宗額我略一世。1854-1857年重建为哥特式风格，钟楼完成于1876年。1877年11月6日祝圣。它位于圣詹姆斯广场和克拉伦斯街的拐角处，由查尔斯·汉森设计，是一座二*级登录建筑。

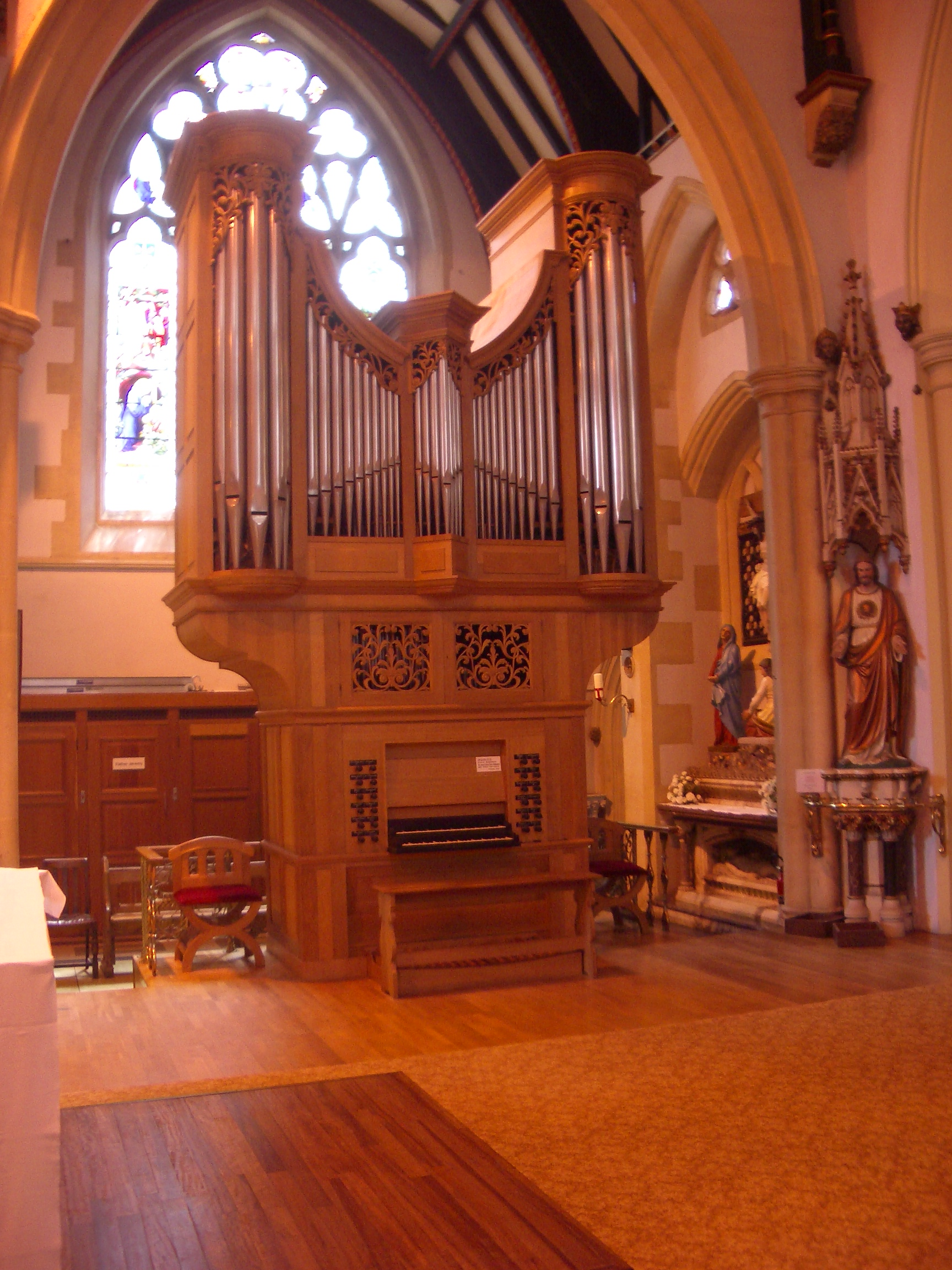
管风琴

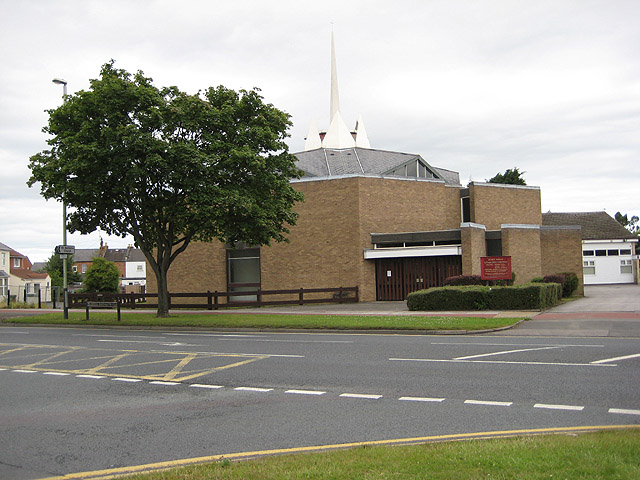
已被拆除的圣托马斯·莫尔堂

圣额我略圣托马斯·莫尔堂区还包括一座圣托马斯·莫尔堂（St Thomas More），供奉圣托马斯·莫尔，已于2011年11月30日拆除，教堂后面的天主教中心位于伊丽莎白公主路，改为小堂，供教友使用。
该堂主日有四场弥撒：上午8点，上午9点30分，上午11点15分和下午6点。圣托马斯·莫尔天主教中心的弥撒在周六下午5点。
该堂目前正在修复屋顶和墙壁，更换教堂内的照明。在2018年11月底完成。